# Atdhe Nuhiu
Atdhe Nuhiu, né le 29 juillet 1989 à Pristina, est un footballeur international kosovar qui évolue au poste d'attaquant au SCR Altach.

## Carrière
Le 25 juillet 2013 il rejoint le club anglais du Sheffield Wednesday.

## Statistiques

### En club
| Saison                | Club                  | Championnat           | Championnat | Championnat | Coupe(s) nationale(s) | Coupe(s) nationale(s) | Compétition(s) continentale(s) | Compétition(s) continentale(s) | Compétition(s) continentale(s) | Total | Total |
| Saison                | Club                  | Division              | M.          | B.          | M.                    | B.                    | Comp.                          | M.                             | B.                             | M.    | B.    |
| 2008-2009             | Austria Kärnten       | Bundesliga            | 17          | 2           | 0                     | 0                     | -                              | -                              | -                              | 17    | 2     |
| 2009-2010             | Austria Kärnten       | Bundesliga            | 3           | 0           | 1                     | 1                     | -                              | -                              | -                              | 4     | 1     |
| Sous-total            | Sous-total            | Sous-total            | 20          | 2           | 1                     | 1                     | -                              | -                              | -                              | 21    | 3     |
| 2009-2010             | SV Ried               | Bundesliga            | 27          | 6           | 2                     | 0                     | -                              | -                              | -                              | 29    | 6     |
| Sous-total            | Sous-total            | Sous-total            | 27          | 6           | 2                     | 0                     | -                              | -                              | -                              | 29    | 6     |
| 2010-2011             | Rapid Vienne          | Bundesliga            | 28          | 5           | 2                     | 1                     | C3                             | 8                              | 2                              | 38    | 8     |
| 2011-2012             | Rapid Vienne          | Bundesliga            | 31          | 8           | 2                     | 1                     | -                              | -                              | -                              | 33    | 9     |
| Sous-total            | Sous-total            | Sous-total            | 59          | 13          | 4                     | 2                     | -                              | 8                              | 2                              | 71    | 17    |
| 2012-2013             | Eskişehirspor (prêt)  | Süper Lig             | 11          | 1           | 3                     | 0                     | C3                             | 4                              | 1                              | 18    | 2     |
| Sous-total            | Sous-total            | Sous-total            | 11          | 1           | 3                     | 0                     | -                              | 4                              | 1                              | 18    | 2     |
| Total sur la carrière | Total sur la carrière | Total sur la carrière | 117         | 22          | 10                    | 3                     | -                              | 12                             | 3                              | 139   | 28    |